# DH Водолея
DH Водолея (лат. DH Aquarii) — одиночная переменная звезда в созвездии Водолея на расстоянии (вычисленном из значения параллакса) приблизительно 4373 световых лет (около 1341 парсека) от Солнца. Видимая звёздная величина звезды — от +12,8m до +11,6m.

## Характеристики
DH Водолея — красная пульсирующая полуправильная переменная звезда типа SRB (SRB) спектрального класса M4/5. Эффективная температура — около 3293 К.